# David Copperfield (téléfilm, 2009)
Pour les articles homonymes, voir David Copperfield (homonymie) et Copperfield.
David Copperfield est un téléfilm italien deux parties réalisé par Ambrogio Lo Giudice, diffusé le 31 décembre 2011 sur France 2 et adapté du roman éponyme de Charles Dickens.

## Fiche technique
- Titre original : David Copperfield
- Réalisation : Ambrogio Lo Giudice
- Scénario : Salvatore Basile (es), Francesco Balletta et Francesco Arlanch, d'après le roman de Charles Dickens
- Durée : 220 min
- Pays :  Italie

## Distribution
- Giorgio Pasotti : David Copperfield
- Maya Sansa : Agnes Wickfield
- Gianmarco Tognazzi : Uriah Heep
- Stefano Dionisi : Edward Murdstone
- Patrizio Roversi : Mr. Micawber
- Jean-Paul Muel : Mr. Dick
- Eglantine Rembauville-Nicolle : Dora Spenlow
- Jitka Sedlácková : Peggotty
- Larissa Volpentesta : Emily
- Chiara Conti : Clara Copperfield